# Andrea di Grecia
Andrea (Πρίγκιπας Ανδρέας της Ελλάδας και της Δανίας; Atene, 2 febbraio 1882 – Monte Carlo, 3 dicembre 1944) è stato un principe greco, settimogenito di Giorgio I e della regina Ol'ga. Fu un nipote di Cristiano IX di Danimarca, padre del duca Filippo di Edimburgo, marito di Elisabetta II del Regno Unito e nonno dell'attuale re del Regno Unito.

## Biografia

### Giovinezza
Il principe Andrea nacque il 2 febbraio 1882 ad Atene, settimo figlio di Giorgio I di Grecia e della Granduchessa Ol'ga; il padre nacque come principe danese e nel 1863 venne eletto sovrano ellenico, la madre invece era la figlia del Granduca Costantino e nipote dello zar Nicola I di Russia. Andrea aveva altri sei fratelli, Costantino, Giorgio, Alessandra, Nicola, Maria e Cristoforo, inoltre era primo cugino di Giorgio V del Regno Unito, Haakon VII di Norvegia, Ernesto Augusto di Brunswick, Cristiano X di Danimarca e della regina Maud di Norvegia. Alla nascita era quarto in linea di successione al trono greco .
Era considerato il più "greco" fra i suoi fratelli i quali si rifiutavano di parlare la lingua greca con i propri genitori, preferendo altre lingue; Andrea sapeva parlare anche tedesco, danese, russo, francese ed inglese, insegnatogli dai suoi tutori inglesi . 

### Carriera militare
Il principe intraprese la carriera militare, entrando nell'Accademie militari delle forze greche all'età di 19 anni: frequentò la scuola per cadetti e la scuola militare di Atene , ricevendo ulteriori lezioni private in materie militare dal Gen.Panagiōtīs Dagklīs . Nonostante la sua miopia , Andrea si arruolò nell'esercito come ufficiale di cavalleria nel maggio 1901 , venendo incaricato come ufficiale dell'Esercito greco.  Le sue posizioni di comando furono veri e propri incarichi piuttosto che onorari, difatti prestò servizio nelle due Guerre balcaniche, la prima contro l'Impero ottomano mentre la seconda contro la Bulgaria. Durante la prima, combattuta fra il 1912 e 1913, Andrea fu reintegrato nell'esercito come tenente colonnello nel 3º Reggimento di Cavalleria.

### Matrimonio

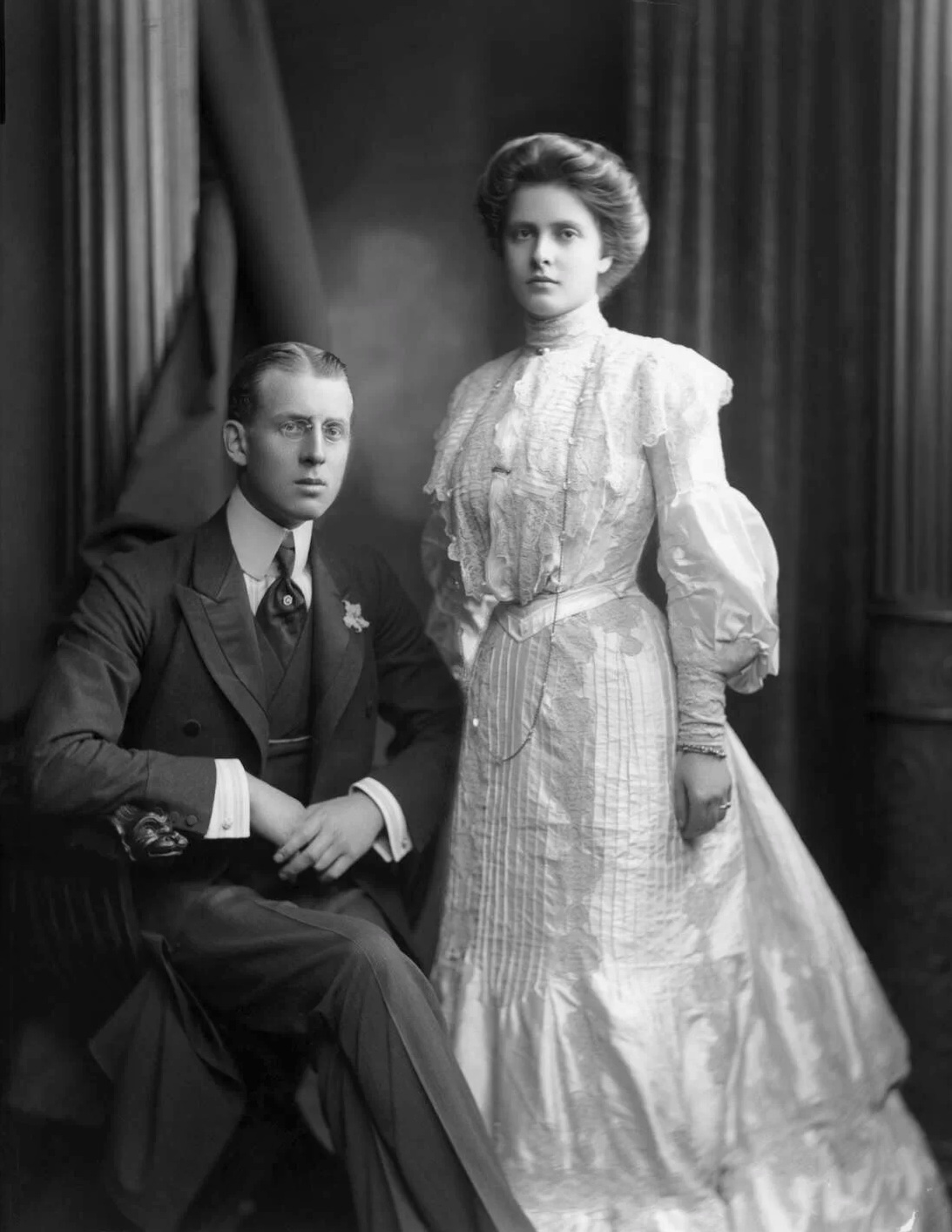
Andrea ed Alice nel 1903.

Nel 1902 il principe Andrea, assieme ai fratelli, partecipò all'incoronazione degli zii Edoardo VII ed Alessandra, sorella di Giorgio I di Grecia; in quest'occasione conobbe Alice di Battenberg, figlia di Luigi di Battenberg e di Vittoria d'Assia e del Reno, nonché nipote della regina Vittoria. Andrea e Alice si sposarono il 6 ottobre 1903 con rito civile a Darmstadt, che allora era la capitale del Granducato d'Assia . Il giorno dopo furono celebrate due cerimonie religiose, ovvero una luterana nella chiesa evangelica del castello, la seconda greco-ortodossa nella cappella russa a Mathildenhöhe .                                                                              La coppia ebbe cinque figli:
- Margherita (1905 - 1981), Principessa consorte di Hohenlohe-Langenburg
- Teodora (1906 - 1969), Granduchessa titolare di Baden
- Cecilia (1911 - 1937), Granduchessa consorte titolare d'Assia e del Reno
- Sofia (1914 - 2001), Principessa d'Assia-Kassel e di Hannover
- Filippo (1921- 2021), Principe consorte del Regno Unito

### Onorificenze straniere

Stemma come Cavaliere di Gran Croce dell'Ordine di Carlo III, Spagna.

### Esilio
Nel 1913 Giorgio I venne assassinato durante la Prima guerra balcanica ed il primogenito gli successe come Costantino I di Grecia; nel 1917 il sovrano dovette abdicare e lasciare il paese visto che si rifiutava di combattere la Grande guerra a fianco dell'Intesa, preferendo gli Imperi centrali, così il parlamento proclamò il secondogenito del re, Alessandro, quale nuovo sovrano. Il principe Andrea seguì gli altri membri della casa reale in esilio, in Svizzera, per poi ritornare ad Atene nel 1920, dopo la morte del nipote. 
Una volta ritornato in patria, Andrea partecipò attivamente alla Guerra greco-turca (1919 - 1922) e, a seguito di una devastante sconfitta greca inflitta dalle truppe turche, fu ritenuto responsabile della sconfitta e delle ingenti perdite territoriali, venendo messo davanti alla Corte marziale che però, anche dopo alcune pressioni di sovrani stranieri come il cugino Giorgio V, fu definitivamente solo esiliato . La famiglia si recò prima a Saint-Cloud, vicino a Parigi, Andrea scrisse poi un libro, intitolato Towards Disaster: The Greek Army in Asia Minor in 1921 , nel quale difendeva le proprie azioni compiute nel conflitto contro i turchi.

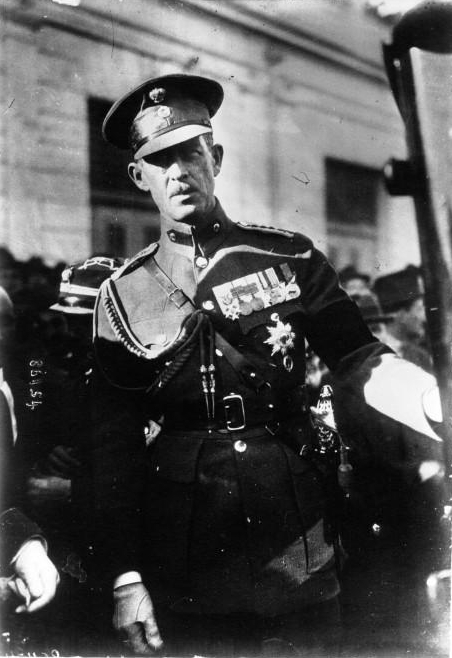
Principe Andrea nel 1921.

### Ultimi anni
A partire dagli anni '30, il principe Andrea cominciò ad avere sempre meno contatti con la propria famiglia, in particolare con la moglie e figli . La moglie Alice in seguito ebbe una grave crisi nervosa, anche a causa dell'allontanamento del marito e dei figli, difatti le figlie erano sposate con principi tedeschi e l'unico figlio maschio, Filippo, studiava nelle scuole militari in Germania. Intanto Andrea si trasferì nella Riviera francese, passando il tempo a bordo dello yacht della propria amante, la Contessa Andreé de la Bigne . Nel 1936 tornò in Grecia, dove un anno prima era stata restaurato il regime monarchico che era stato soppresso nel 1924, riappacificandosi con alcuni membri della famiglia reale. L'anno dopo sua figlia Cecilia morì assieme al marito, due figli e suocera in un incidente aereo, Andrea partecipò ai funerali tenutisi a Darmstadt e in quell'occasione si riunì con la moglie Alice ed il figlio Filippo. Il principe ritornò nel sud della Francia .

### Morte
Il Principe Andrea di Grecia e Danimarca morì il 3 dicembre 1944, nel Metropole Hotel di Montecarlo, all'età di 62 anni, non vedendo i propri cari dal 1939. Dopo la sua morte venne sepolto nella chiesa russo-ortodossa di Nizza, venendo però poi tumulato nel Cimitero reale di Tatoi, assieme agli altri membri defunti della famiglia reale greca. Il sito web della Grande Loggia di Grecia lo dà come massone, membro della loggia Esiodo.

## Discendenza
Andrea e la principessa Alice di Battenberg ebbero cinque figli, ognuno dei quali in seguito ebbe figli propri:
- Margherita (1905 - 1981), Principessa consorte di Hohenlohe-Langenburg
- Teodora (1906 - 1969), Granduchessa titolare di Baden
- Cecilia (1911 - 1937), Granduchessa consorte titolare d'Assia e del Reno
- Sofia (1914 - 2001), Principessa d'Assia-Kassel e di Hannover
- Filippo (1921- 2021), Principe consorte del Regno Unito

## Ascendenza
|                                  |          |                                | Genitori                                    |  |  | Nonni |  |  | Bisnonni                                                       |  |  | Trisnonni                                            |  |
|                                  |          |                                |                                             |  |  |       |  |  | Federico Guglielmo di Schleswig-Holstein-Sonderburg-Glücksburg |  |  | Federico Carlo di Schleswig-Holstein-Sonderburg-Beck |  |
|                                  |          |                                |                                             |  |  |       |  |  | Federico Guglielmo di Schleswig-Holstein-Sonderburg-Glücksburg |  |  | Federico Carlo di Schleswig-Holstein-Sonderburg-Beck |  |
|                                  |          | Federica di Schlieben          |                                             |  |  |       |  |  | Federico Guglielmo di Schleswig-Holstein-Sonderburg-Glücksburg |  |  |                                                      |  |
| Cristiano IX                     |          |                                |                                             |  |  |       |  |  | Federico Guglielmo di Schleswig-Holstein-Sonderburg-Glücksburg |  |  |                                                      |  |
|                                  |          | Luisa Carolina d'Assia-Kassel  | Carlo d'Assia-Kassel                        |  |  |       |  |  |                                                                |  |  |                                                      |  |
|                                  |          | Luisa Carolina d'Assia-Kassel  | Carlo d'Assia-Kassel                        |  |  |       |  |  |                                                                |  |  |                                                      |  |
|                                  |          | Luisa Carolina d'Assia-Kassel  | Luisa di Danimarca (1750-1831)              |  |  |       |  |  |                                                                |  |  |                                                      |  |
| Giorgio I                        |          | Luisa Carolina d'Assia-Kassel  |                                             |  |  |       |  |  |                                                                |  |  |                                                      |  |
|                                  |          | Guglielmo d'Assia-Kassel       | Federico d'Assia-Kassel                     |  |  |       |  |  |                                                                |  |  |                                                      |  |
|                                  |          | Guglielmo d'Assia-Kassel       | Federico d'Assia-Kassel                     |  |  |       |  |  |                                                                |  |  |                                                      |  |
|                                  |          | Guglielmo d'Assia-Kassel       | Carolina di Nassau-Usingen                  |  |  |       |  |  |                                                                |  |  |                                                      |  |
| Luisa d'Assia-Kassel             |          | Guglielmo d'Assia-Kassel       |                                             |  |  |       |  |  |                                                                |  |  |                                                      |  |
|                                  |          | Luisa Carlotta di Danimarca    | Federico di Danimarca (1753-1805)           |  |  |       |  |  |                                                                |  |  |                                                      |  |
|                                  |          | Luisa Carlotta di Danimarca    | Federico di Danimarca (1753-1805)           |  |  |       |  |  |                                                                |  |  |                                                      |  |
|                                  |          | Luisa Carlotta di Danimarca    | Sofia Federica di Meclemburgo-Schwerin      |  |  |       |  |  |                                                                |  |  |                                                      |  |
| Andrea                           |          | Luisa Carlotta di Danimarca    |                                             |  |  |       |  |  |                                                                |  |  |                                                      |  |
|                                  | Nicola I | Paolo I                        |                                             |  |  |       |  |  |                                                                |  |  |                                                      |  |
|                                  | Nicola I | Paolo I                        |                                             |  |  |       |  |  |                                                                |  |  |                                                      |  |
|                                  | Nicola I | Sofia Dorotea di Württemberg   |                                             |  |  |       |  |  |                                                                |  |  |                                                      |  |
| Konstantin Nikolaevič Romanov    | Nicola I |                                |                                             |  |  |       |  |  |                                                                |  |  |                                                      |  |
|                                  |          | Carlotta di Prussia            | Federico Guglielmo III di Prussia           |  |  |       |  |  |                                                                |  |  |                                                      |  |
|                                  |          | Carlotta di Prussia            | Federico Guglielmo III di Prussia           |  |  |       |  |  |                                                                |  |  |                                                      |  |
|                                  |          | Carlotta di Prussia            | Luisa di Meclemburgo-Strelitz               |  |  |       |  |  |                                                                |  |  |                                                      |  |
| Ol'ga Konstantinovna Romanova    |          | Carlotta di Prussia            |                                             |  |  |       |  |  |                                                                |  |  |                                                      |  |
|                                  |          | Giuseppe di Sassonia-Altenburg | Federico di Sassonia-Altenburg              |  |  |       |  |  |                                                                |  |  |                                                      |  |
|                                  |          | Giuseppe di Sassonia-Altenburg | Federico di Sassonia-Altenburg              |  |  |       |  |  |                                                                |  |  |                                                      |  |
|                                  |          | Giuseppe di Sassonia-Altenburg | Carlotta Georgina di Meclemburgo-Strelitz   |  |  |       |  |  |                                                                |  |  |                                                      |  |
| Alessandra di Sassonia-Altenburg |          | Giuseppe di Sassonia-Altenburg |                                             |  |  |       |  |  |                                                                |  |  |                                                      |  |
|                                  |          | Amalia di Württemberg          | Ludovico Federico Alessandro di Württemberg |  |  |       |  |  |                                                                |  |  |                                                      |  |
|                                  |          | Amalia di Württemberg          | Ludovico Federico Alessandro di Württemberg |  |  |       |  |  |                                                                |  |  |                                                      |  |
|                                  |          | Amalia di Württemberg          | Enrichetta di Nassau-Weilburg               |  |  |       |  |  |                                                                |  |  |                                                      |  |
|                                  |          | Amalia di Württemberg          |                                             |  |  |       |  |  |                                                                |  |  |                                                      |  |